# Triangle (Israel)
El Triangle (hebreu: המשולש, HaMeshulash‎; àrab: المثلث, al-Muṯallaṯ), anteriorment anomenat el Petit Triangle, és una concentració de ciutats àrabs israelianes i els pobles adjacents a la Línia Verda, localitzats a la part oriental de la plana de Xaron, entre els turons de Samaria. Aquesta àrea és dins de la part més oriental del Districte Central i del Districte de Haifa.
El Triangle es pot dividir en el Triangle del nord (al voltant de Kafr Qara, Ar'ara, Baqa al-Gharbiyye i Umm al-Fahm) i el Triangle del sud (al voltant de Qalansawe, Tayibe, Kafr Qasim, Tira, Kafr Bara i Jaljulia). Umm al-Fahm i Tayibe són els centres socials, culturals i econòmics per als residents àrabs de la regió. El Triangle és dels llocs de més suport al Moviment islàmic a Israel i Raed Salah, l'actual dirigent de la facció del nord del moviment, és un antic alcalde de Umm al-Fahm.

## Història i estatus
Abans de la Guerra araboisraeliana de 1948 i l'establiment i la sobirania d'Israel sobre el Kafr Qasim, Jaljulia i l'àrea de Kafr Bara, va ser anomenat el "Petit Triangle" per a diferenciar-lo del triangle més gran entre Jenin, Tulkarem, i Nablus, conegut pels extensos atacs antijueus durant la Gran Revolta àrab de 1936-1939 al mandat de Palestina.
La regió, inicialment havia de restar sota jurisdicció jordana, però mentre negociaven els Acords d'armistici araboisraelians de 1949, Israel va insistir a tenir-lo al seu costat de la Línia Verda, per motius militars i estratègics. Per a aconseguir això, es va negociar un intercanvi de territoris, cedint el territori israelià als turons del sud d'Hebron a canvi dels pobles del Triangle. El terme es va utilitzar més tard per incloure l'àrea sencera al voltant de Wadi Ara (el Triangle Del nord d'avui) i l'adjectiu petit es va deixar d'usar.
Diversos polítics israelians han suggerit que el Triangle hauria de ser transferit a un futur estat palestí a canvi que Israel retingués control sobre assentaments israelians a Cisjordània. El juliol 2000, una enquesta feta per Kul al-àrab entre 1.000 residents d'Umm al-Fahm, mostrà que el 83 per cent dels enquestats s'oposaven a la idea de transferir la seva ciutat a jurisdicció palestina. La idea és una part important del Pla de Lieberman proposat pel partit polític Israel Beiteinu dirigit per Avigdor Lieberman però té l'oposició de la major part dels àrabs israelians.